# William Maher
William „Bill“ Patrick Maher (* 25. Juni 1946 in Detroit, Michigan) ist ein ehemaliger Ruderer aus den Vereinigten Staaten. Er war 1968 Olympiadritter mit dem Doppelzweier.

## Karriere
Der 1,86 m große William Maher vom Detroit Boat Club belegte bei den Weltmeisterschaften 1966 den sechsten Platz im Doppelvierer. 1965 und 1967 gewann er im Einer den Titel der National Association of Amateur Oarsmen (NAAO).
1968 bildete er mit John Nunn einen Doppelzweier. Bei den Olympischen Spielen 1968 in Mexiko-Stadt gewannen die beiden den ersten Vorlauf und das zweite Halbfinale. Im Finale lagen sie bei der 1000-Meter-Marke auf dem sechsten Platz, waren aber auf den letzten fünfhundert Metern das zweitschnellste Boot. Es siegten die sowjetischen Ruderer Anatoli Sass und Alexander Timoschinin mit einer Sekunde Vorsprung vor den lange Zeit führenden Niederländern Henricus Droog und Leendert van Dis. Mit 1,41 Sekunden Rückstand auf die Niederländer gewannen Nunn und Maher die Bronzemedaille.
William Maher ging nach dem College zur US Army und ruderte für den Vesper Boat Club.